# 華清
華清（1436年—？），字濂卿，湖廣德安府應城縣人，匠籍。明朝政治人物。進士出身。
湖廣鄉試第七十二名。成化八年（1472年）壬辰科會試第十六名，殿試登進士第三甲第九十二名。

## 家族
曾祖父華文興。祖父華芳。父亲華原禮。